# Temple de Hirapur

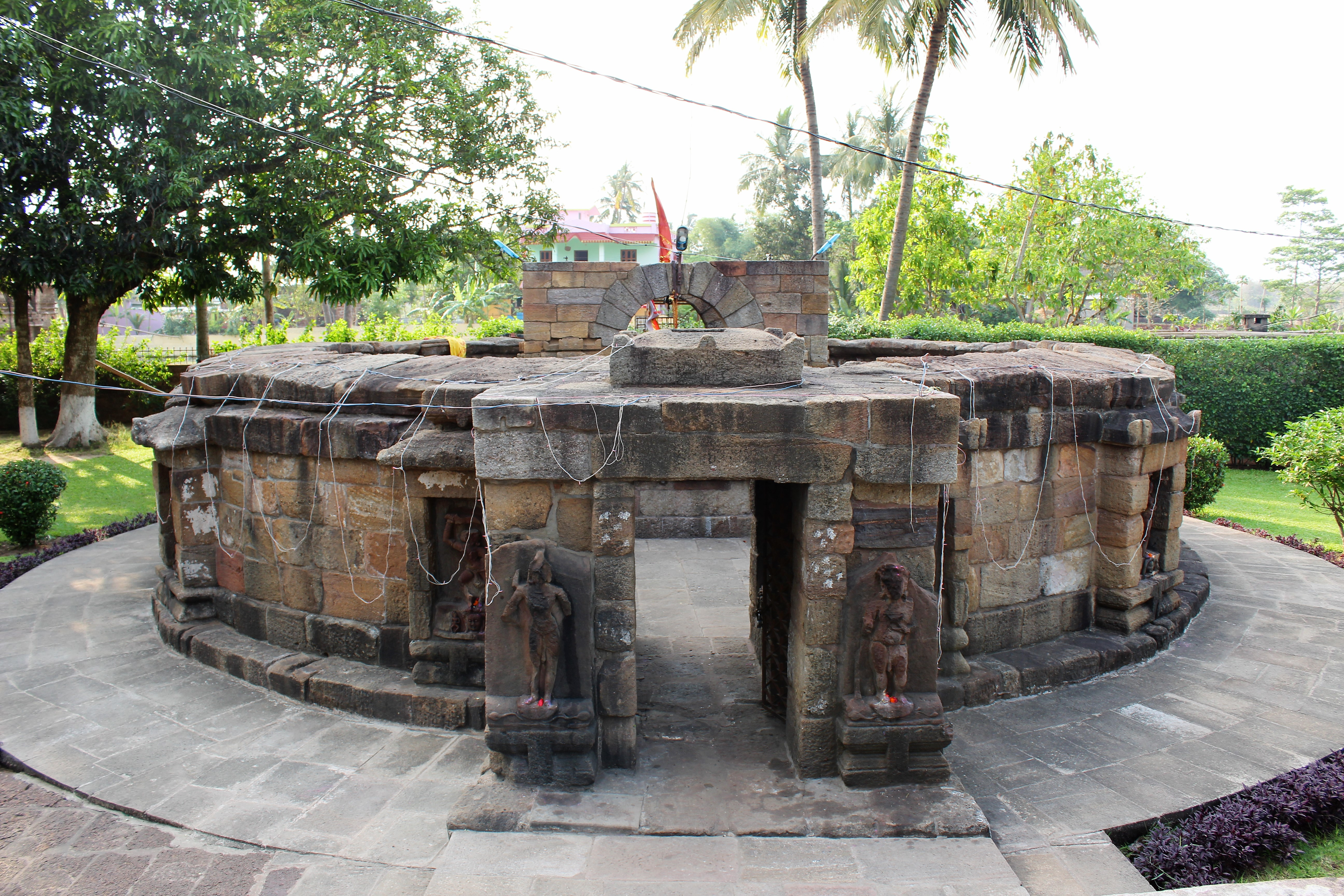
Temple Chausathi Yogini

Le temple de soixante quatre Yoginis de Hirapur se trouve dans la petite bourgade qui porte le même nom, dans l'État de Orissa et le district de Puri, en Inde.
Les brâhmanes du village vénèrent une des Yoginis qu’ils appellent Mahamaya, mais le temple est dédié au groupe de soixante quatre Yoginis. Comme tous les temples dédiés à ces groupes déesses, il est entouré de mystères et on ne connaît pas la date exacte de sa construction, ni son architecte.
La plupart des temples de Yoginis se trouvent dans la partie nord-est de l’Inde mais il semble que le culte a aussi été connu au sud dans la région de Kanchipuram au Tamil Nadu. Trois sculptures de Yoginis provenant de cette région sont au musée Guimet, à Paris, en France.